# Sh2-67
Sh2-67 est une nébuleuse en émission visible dans la constellation de l'Aigle.
Elle est située dans la partie sud-ouest de la constellation, à environ 3° nord-nord-est de l'étoile α Scuti. Elle s'étend sur une dizaine de minutes d'arc en direction d'une région de la Voie lactée fortement obscurcie par les nuages de poussières constituant le Rift de l'Aigle, auquel il serait probablement associé. La période la plus propice à son observation dans le ciel du soir se situe entre juin et novembre. ?N'étant qu'à 2° de l'équateur céleste, on peut l'observer indistinctement depuis toutes les régions peuplées de la Terre.
C'est une région H II relativement proche, située sur le bras d'Orion à une distance d'environ 400 pc (∼1 300 al) en direction des nuages sombres du Rift qui traverse le nord de la Voie lactée. On pense que la source de l'ionisation de ses gaz est BD-02 4752, une étoile bleue-blanche de séquence principale avec une classe spectrale B0,5V et une magnitude apparente de 10,5. Cette nébuleuse serait associée à la source de rayonnement infrarouge IRAS 18467-0225 et à certains nuages moléculaires émettant du CO, tels que SYCSW 748 et SYCSW 748a. En direction de Sh2-67 s'étend également la région de W43, une grande région de formation d'étoiles dans laquelle un véritable starburst est en cours. Bien qu'il s'agisse de la région d'étoiles la plus proche du Soleil, sa distance est cependant estimée à environ 5 500 pc (∼17 900 al), donc bien plus loin que Sh2-67.